# Karmiseyna
Karmiseyna är ett berg i Djibouti.   Det ligger i regionen Tadjourah, i den norra delen av landet, 130 km nordväst om huvudstaden Djibouti. Toppen på Karmiseyna är 1 463 meter över havet.
Terrängen runt Karmiseyna är huvudsakligen kuperad, men västerut är den bergig. Runt Karmiseyna är det mycket glesbefolkat, med 7 invånare per kvadratkilometer. Det finns inga samhällen i närheten. Trakten runt Karmiseyna är ofruktbar med lite eller ingen växtlighet.